# Szálkás gyalogormányos
A szálkás gyalogormányos (Otiorhynchus sulcatus) a rovarok (Insecta) osztályának bogarak (Coleoptera) rendjébe, ezen belül a mindenevő bogarak (Polyphaga) alrendjébe és az ormányosbogár-félék (Curculionidae) családjába tartozó faj.

## Előfordulása
A faj eredeti előfordulási területe Európa. Az ember segítségével Észak-Amerikába is eljutott, ahol manapság gyakorinak, közönségesnek számít. A behurcolásnak köszönhetően Ausztráliába és Új-Zélandra is eljutott. Az előfordulási területének minden részén, ahol emberek is élnek, növényi kártevőnek számít.

## Megjelenése
Az imágó testhossza 8–11 milliméter. Színezete fekete, azonban a legtöbb bogártól eltérően nem csillogó, azaz fényezett. A szárnyfedői összeforrtak, emiatt nem tud repülni.

## Életmódja
Éjszaka jár táplálék után. A növények leveleinek széléből táplálkozik, emiatt a levelek széle fodros megjelenésű lesz. Polifág táplálkozású, főleg a széles levelű kamélia- (Camellia), havasszépe- (Rhododendron), kecskerágó- (Euonymus) és bőrlevélfajokat (Bergenia) kedveli, de ezek hiányában egyéb növényfajokkal is táplálkozhat; például: szőlő (Vitis), szeder (Rubus), ribiszke (Ribes), Arisaema, juhar (Acer), évelő őszirózsa (Aster), tollbuga (Astilbe), kasvirág (Echinacea), Epimedium, tűzeső (Heuchera), árnyliliom (Hosta), Kalmia, liliom (Lilium), Phlox, varjúháj (Sedum), orgona (Syringa), Taxus, hemlokfenyő (Tsuga) és Wisteria fajokon.

## Szaporodása
A nőstény szűznemzés (parthenogenesis) által is képes szaporodni. Kukac típusú lárvája, körülbelül 1 centiméteresre nő meg. Testtartása kissé görbült; színezete krémes-fehér, a feje világosbarnás. A lárva közvetlenül a talaj felszíne alatt él és a növények szárának másodlagos osztódószövetével (kambium) táplálkozik. Főleg a cserepekben tartott lágy szárú növények körében tesz nagy kárt, mivel e dísznövények gyökerei csak kis helyre terjedhetnek szét. Ha túl sok lárva van egy cserépben, az a növény pusztulásához vezethet.

## Természetes ellenségei
A szálkás gyalogormányos lárva természetes ellenségei között szerepelnek a fonálférgekhez (Nematoda) tartozó Steinernema kraussei és Heterorhabditis bacteriophora. Az imágót a Beauveria bassiana nevű gomba irtja.

## Képek

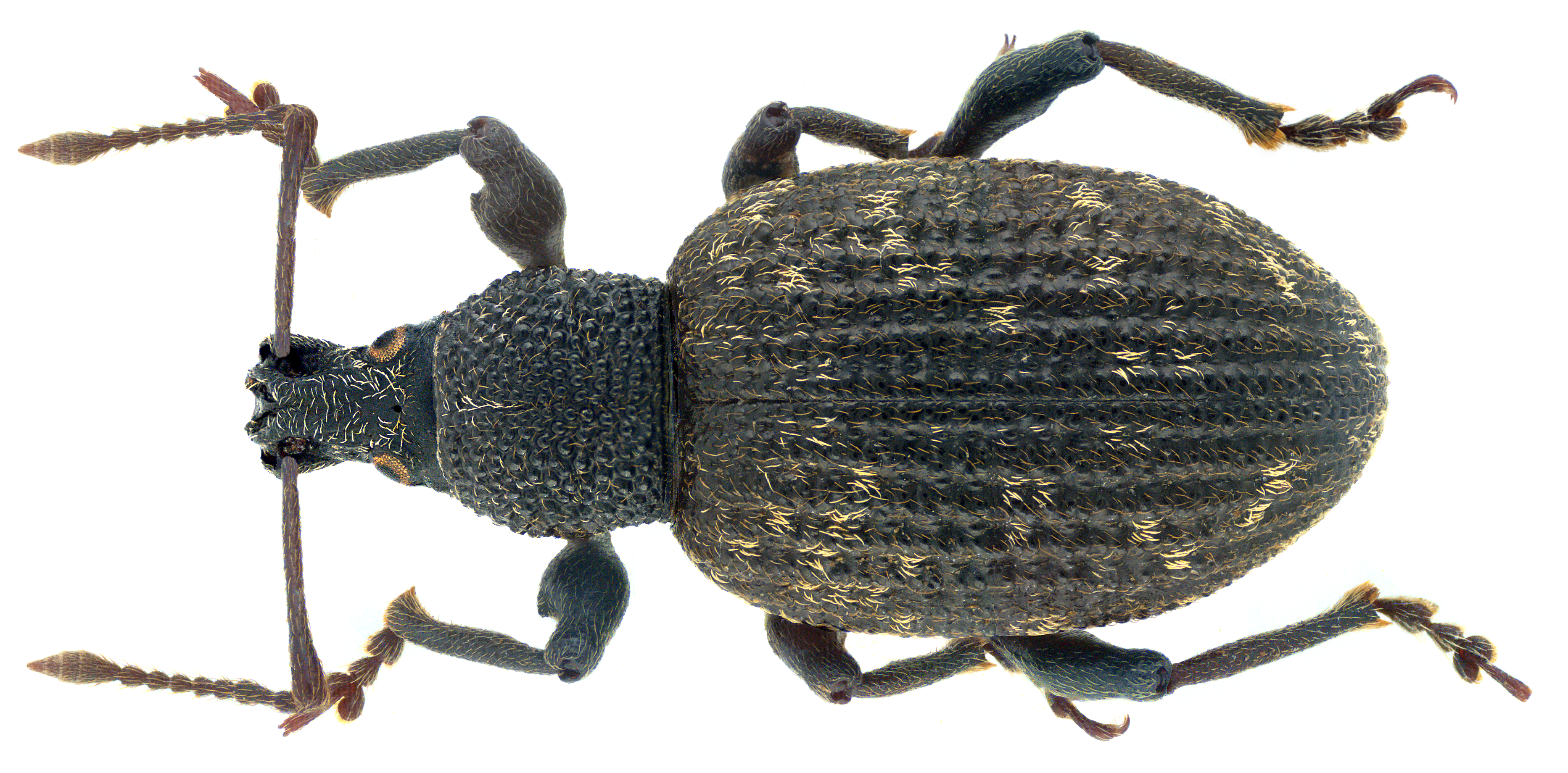
Imágók
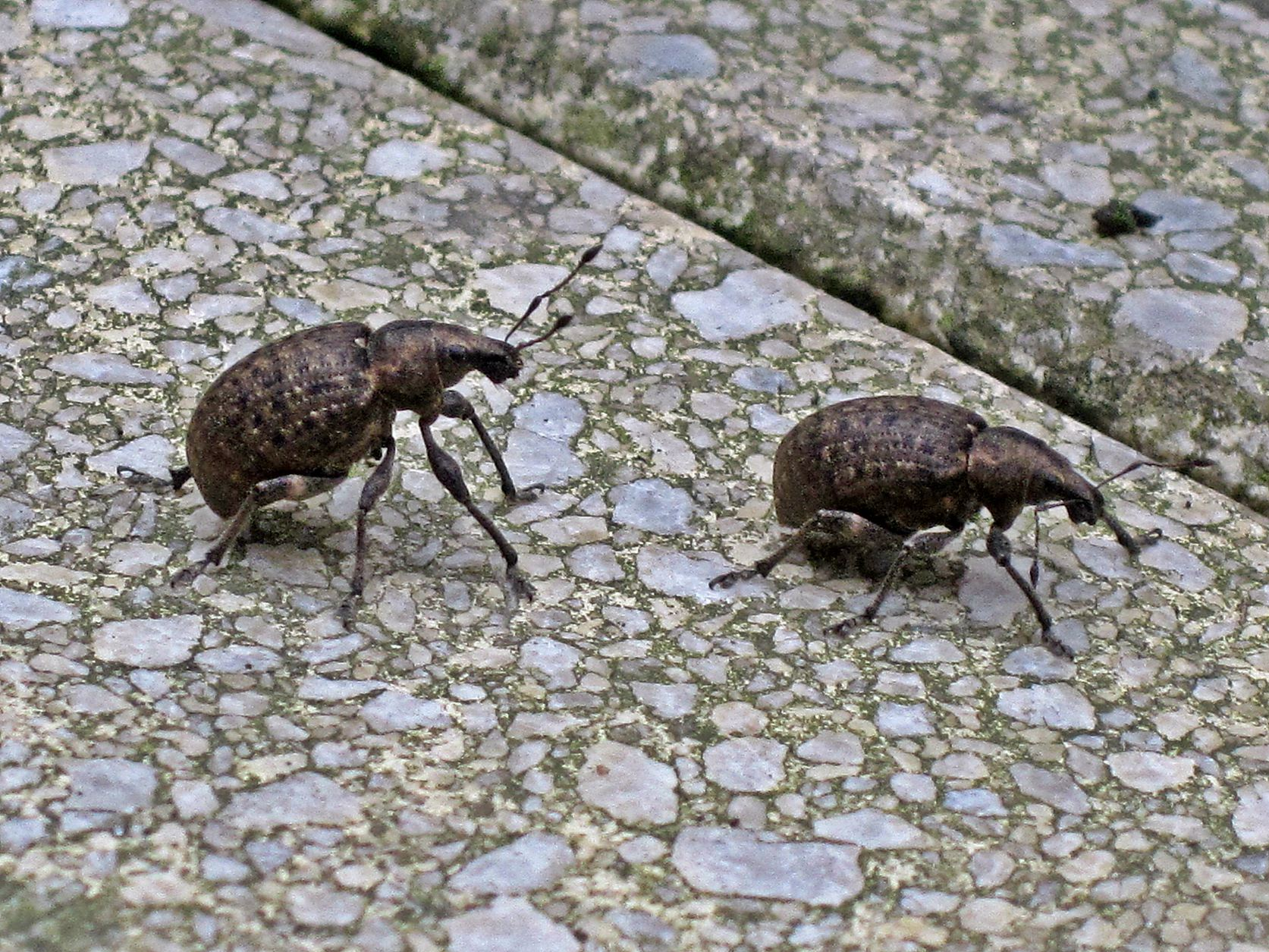
és
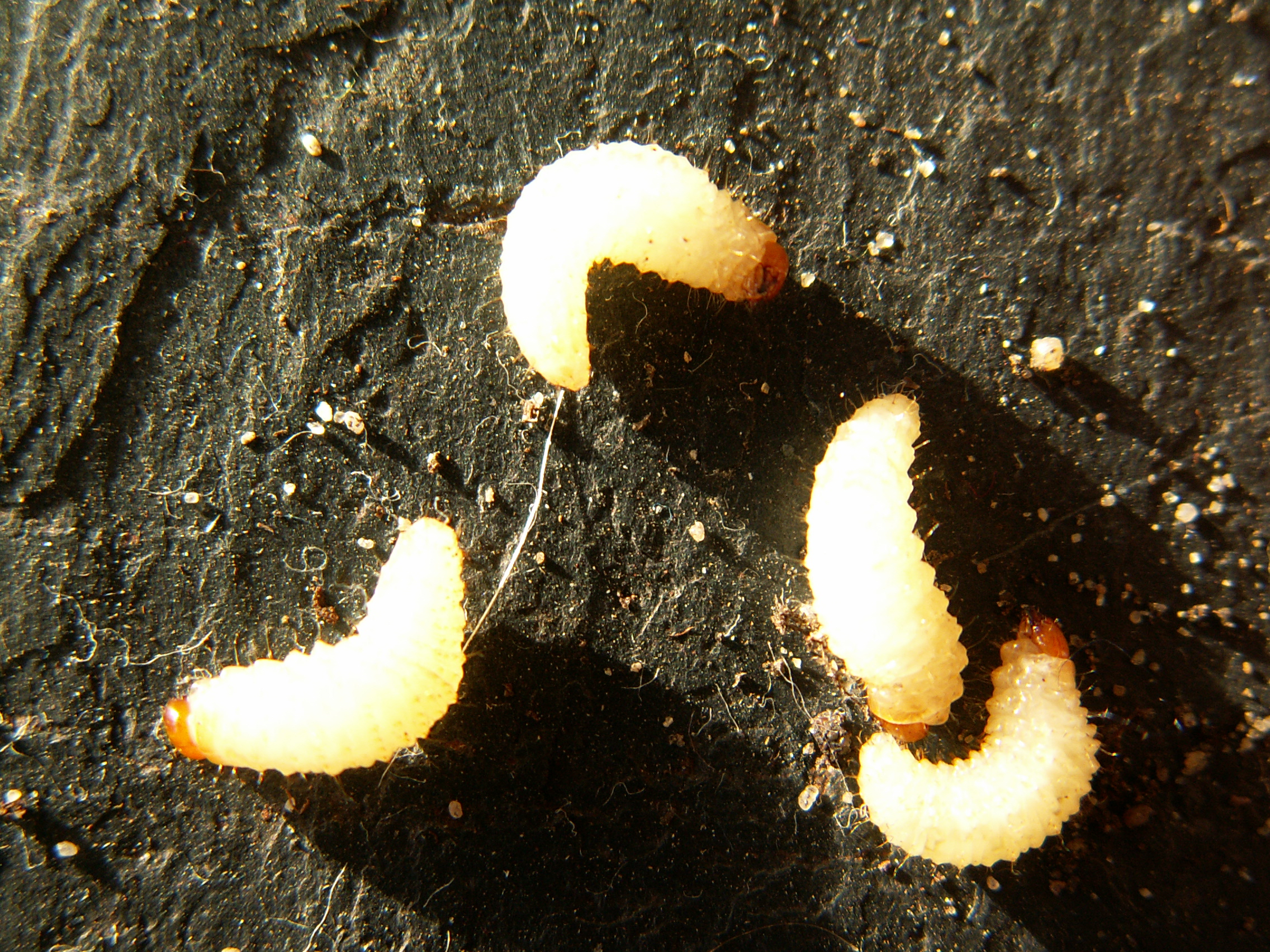
lárvák

## Fordítás
- Ez a szócikk részben vagy egészben  az   Otiorhynchus sulcatus című angol Wikipédia-szócikk ezen változatának fordításán alapul.  Az eredeti cikk szerkesztőit annak laptörténete sorolja fel. Ez a jelzés csupán a megfogalmazás eredetét és a szerzői jogokat jelzi, nem szolgál a cikkben szereplő információk forrásmegjelöléseként.